# Championnat du Venezuela de football 1973
Navigation
Saison 1972 Saison 1974
La saison 1973 du championnat du Venezuela de football est la dix-septième édition du championnat de première division professionnelle au Venezuela et la cinquante-troisième saison du championnat national. Les neuf équipes sont regroupées au sein d'une poule unique où elles s'affrontent quatre fois, deux à domicile et deux à l'extérieur. Le dernier du classement en fin de saison ne peut pas participer au championnat l'année prochaine. 
C'est le club de Portuguesa FC qui remporte la compétition, après avoir terminé en tête du classement final, avec deux points d'avance sur un duo composé du Valencia FC et d'Estudiantes de Mérida. C'est le tout premier titre de champion du Venezuela de l'histoire du club, qui réussit même le doublé en s'imposant en finale de la Coupe du Venezuela face à Estudiantes de Mérida.

## Les clubs participants
| - Deportivo Portugués - Aragua FC - UD Canarias - Deportivo Italia - Portuguesa FC | - Deportivo Galicia - Anzoátegui FC - Estudiantes de Mérida - Valencia FC |

## Compétition
Le barème utilisé pour établir le classement est le suivant :
- Victoire : 2 points
- Match nul : 1 point
- Défaite : 0 point

### Classement
| Rang | Équipe                | Pts | J  | G  | N  | P  | Bp | Bc | Diff |
| ---- | --------------------- | --- | -- | -- | -- | -- | -- | -- | ---- |
| 1    | Portuguesa FC C       | 46  | 32 | 19 | 8  | 5  | 56 | 31 | +25  |
| 2    | Valencia FC           | 44  | 32 | 16 | 12 | 4  | 43 | 22 | +21  |
| 3    | Estudiantes de Mérida | 44  | 32 | 17 | 10 | 5  | 47 | 26 | +21  |
| 4    | Anzoategui FC         | 35  | 31 | 14 | 7  | 10 | 32 | 28 | +4   |
| 5    | Deportivo Galicia     | 34  | 32 | 12 | 10 | 10 | 42 | 36 | +6   |
| 6    | Deportivo ItaliaT     | 31  | 32 | 10 | 11 | 11 | 27 | 31 | -4   |
| 7    | UD Canarias           | 26  | 32 | 8  | 10 | 14 | 30 | 40 | -10  |
| 8    | Deportivo Portugués   | 18  | 31 | 4  | 10 | 17 | 30 | 55 | -25  |
| 9    | Aragua FC             | 6   | 32 | 1  | 4  | 27 | 15 | 53 | -38  |

|  | Qualification pour la Copa Libertadores 1974               |
|  | Retrait du championnat la saison prochaine                 |
|  | T : Tenant du titre C : Vainqueur de la Coupe du Venezuela |

Barrage :
| Équipe 1    | Résultat      | Équipe 2              |
| ----------- | ------------- | --------------------- |
| Valencia FC | 0 - 0 4-2 tab | Estudiantes de Mérida |

## Bilan de la saison
| Championnat du Venezuela de football 1973 |                           |
| Champion                                  | Portuguesa FC (1er titre) |
| Coupes et trophées                        |                           |
| Vainqueur de la Coupe du Venezuela 1973   | Portuguesa FC             |
| Qualifications continentales              |                           |
| Copa Libertadores 1974                    | Portuguesa FC             |
| Copa Libertadores 1974                    | Valencia FC               |
| Promotions et relégations                 |                           |
| Promus en Primera División                | Aucun                     |
| Relégués en Segunda A                     | Aragua FC                 |